# 重庆市文物保护单位 (地级市级)
1954年—1997年重庆市作为四川省下辖地级市期间，重庆市人民政府（或重庆市人民委员会）曾先后3次公布市级文物保护单位：
- 第一批：1962年2月18日（另说4月30日），重庆市人民委员会公布重庆市第一批文物古迹保护单位，共18处。[1][2][3]
- 重新公布第一批：1983年12月1日，重庆市人民政府调整和补充后，重新公布重庆市第一批文物保护单位，共24处。[4][1]
- 第二批：1992年3月19日，重庆市人民政府公布第二批重庆市文物保护单位，共88处。[1]（1987年1月23日公布第二批初定名单，共82处[5]）

## 第一批（1962年）
1962年2月18日，重庆市人民委员会公布重庆市第一批文物古迹保护单位，共18处。以下名單不全。
| 序號 | 名稱                               | 時代      | 地址                     | 備註                                                                                              |
| ---- | ---------------------------------- | --------- | ------------------------ | ------------------------------------------------------------------------------------------------- |
|      | 羅漢寺                             | 宋代—民國 |                          |                                                                                                   |
|      | 塗山寺                             | 西漢—民國 | 真武山                   |                                                                                                   |
|      | 大佛寺                             | 元代—民國 |                          |                                                                                                   |
|      | 華巖寺                             | 宋代—民國 |                          |                                                                                                   |
|      | 北溫泉寺                           | 宋代—民國 |                          |                                                                                                   |
|      | 縉雲寺                             | 宋代—民國 |                          |                                                                                                   |
|      | 巴蔓子墓                           | 東周—民國 |                          |                                                                                                   |
|      | 蘇軍烈士墓                         | 民國      |                          |                                                                                                   |
|      | 桂園                               | 民國      |                          | 《雙十協定》簽字舊址                                                                              |
|      | 新華日報營業部舊址                 | 民國      |                          |                                                                                                   |
|      | 中共重慶地方工作委員會舊址         | 民國      |                          | 已拆除重建，1925—1927年中共重慶地方工作委員會舊址（即當時的四川省委）                             |
|      | “中美合作所”集中營舊址             | 民國      |                          |                                                                                                   |
|      | 盤溪無銘闕                         | 漢代      |                          |                                                                                                   |
|      | 中共中央南方局八路軍重慶辦事處舊址 | 民國      |                          |                                                                                                   |
|      | 紅岩革命紀念館中共代表團駐地       | 民國      | 中山三路151號（原263號） | 此地在民國34年（1945年）12月前是中國銀行宿舍，舊政協時的中共代表團駐地                            |
|      | 建國先烈墓                         | 民國      | 佛圖關下鵝嶺古樁園內     | 包括滄白路的張培爵紀念碑、南區公園的鄒容紀念碑、桂花園的建國起義紀念碑。 建国先烈墓于1973年被毁。 |

## 第一批（1983年重新公布）
1983年12月1日，重庆市人民政府调整和补充后，重新公布重庆市第一批文物保护单位，共24处。
| 序号 | 名称                                         | 分类                     | 时代         | 地址                                          | 备注 |
| ---- | -------------------------------------------- | ------------------------ | ------------ | --------------------------------------------- | --- |
| 1    | 邹容烈士纪念碑                               | 革命遗址及革命纪念建筑物 | 1911年       | 市中区南区公园                                | 建于1946年 2000年公布为第一批重庆市（直辖市）文物保护单位                                                    |
| 2    | 四川革命先烈纪念碑                           | 革命遗址及革命纪念建筑物 | 1911年       | 市中区人民公园                                | 建于1946年 2000年公布为第一批重庆市（直辖市）文物保护单位                                                    |
| 3    | 张培爵烈士纪念碑                             | 革命遗址及革命纪念建筑物 | 1913年       | 市中区沧白路                                  | 建于1946年 2000年公布为第一批重庆市（直辖市）文物保护单位                                                    |
| 4    | 国民党左派省党部旧址                         | 革命遗址及革命纪念建筑物 | 1926－1927年 | 市中区莲花池                                  | 1995年11月被拆除                                                                                             |
| 5    | 红军烈士墓和纪念碑                           | 革命遗址及革命纪念建筑物 | 1935年       | 綦江县石壕区                                  | 建于1980年 2000年公布为第一批重庆市（直辖市）文物保护单位                                                    |
| 6    | 中苏文协旧址                                 | 革命遗址及革命纪念建筑物 | 1938－1947年 | 市中区捍卫路7号                               | 2000年公布为第一批重庆市（直辖市）文物保护单位                                                               |
| 7    | 郭沫若故居和国民政府军事委员会政治部三厅旧址 | 革命遗址及革命纪念建筑物 | 1938－1946年 | 巴县赖家桥全家院子和市中区天官府8号           | 2000年公布为第一批重庆市（直辖市）文物保护单位，2013年公布为第七批全国重点文物保护单位                       |
| 8    | 中共中央南方局八路军重庆办事处旧址           | 革命遗址及革命纪念建筑物 | 1939－1946年 | 沙坪坝区红岩村13号和市中区曾家岩50号          | 原公布为全国、省级、市级                                                                                     |
| 9    | 新华日报馆和营业部旧址                       | 革命遗址及革命纪念建筑物 | 1939－1947年 | 沙坪坝区化龙桥虎头岩村62号、市中区民生路240号 | 2000年公布为第一批重庆市（直辖市）文物保护单位；《新华日报》营业部旧址2001年公布为第五批全国重点文物保护单位 |
| 10   | 红岩公墓                                     | 革命遗址及革命纪念建筑物 | 1939－1946年 | 沙坪坝区红岩村13号                            | 2000年公布为第一批重庆市（直辖市）文物保护单位                                                               |
| 11   | 重庆11·27烈士墓“中美合作所”集中营旧址        | 革命遗址及革命纪念建筑物 | 1939－1949年 | 沙坪坝区磁器口附近                            | 原公布为全国、省级、市级                                                                                     |
| 12   | 张自忠墓                                     | 革命遗址及革命纪念建筑物 | 1940年       | 北碚区梅花山                                  | 2000年公布为第一批重庆市（直辖市）文物保护单位，2019年公布为第八批全国重点文物保护单位                       |
| 13   | 苏军烈士墓                                   | 革命遗址及革命纪念建筑物 | 抗日战争时期 | 市中区峨岭公园                                | 2000年公布为第一批重庆市（直辖市）文物保护单位                                                               |
| 14   | 桂园                                         | 革命遗址及革命纪念建筑物 | 1946年       | 市中区中四路107号                             | 原公布为省级、市级。2000年公布为第一批重庆市（直辖市）文物保护单位，2001年公布为第五批全国重点文物保护单位   |
| 15   | 中共代表团住地旧址                           | 革命遗址及革命纪念建筑物 | 1945－1946年 | 市中区中三路305号                             | 原公布为市级。2000年公布为第一批重庆市（直辖市）文物保护单位，2001年公布为第五批全国重点文物保护单位         |
| 16   | 无铭阙                                       | 古建筑及石刻             | 汉           | 江北区盘溪香炉湾                              | 原公布为省级、市级。2000年公布为第一批重庆市（直辖市）文物保护单位                                           |
| 17   | 罗汉寺古佛崖石刻                             | 古建筑及石刻             | 宋           | 市中区罗汉寺内                                | 原公布为市级。2000年公布为第一批重庆市（直辖市）文物保护单位                                                 |
| 18   | 塔坪古迹                                     | 古建筑及石刻             | 宋、清       | 江北县静观区塔坪寺                            | 宋塔为主 2000年公布为第一批重庆市（直辖市）文物保护单位                                                      |
| 19   | 大佛寺石刻                                   | 古建筑及石刻             | 明           | 南岸区大佛段                                  | 原公布为市级 2000年公布为第一批重庆市（直辖市）文物保护单位，2013年公布为第七批全国重点文物保护单位          |
| 20   | 缙云寺石刻                                   | 古建筑及石刻             | 明，清       | 北碚区缙云山                                  | 原公布为市级。2000年公布为第一批重庆市（直辖市）文物保护单位，2013年公布为第七批全国重点文物保护单位         |
| 21   | 东华观藏经楼                                 | 古建筑及石刻             | 明           | 市中区凯旋路                                  | 2000年公布为第一批重庆市（直辖市）文物保护单位                                                               |
| 22   | 宝轮寺正殿                                   | 古建筑及石刻             | 明           | 沙坪坝区磁器口                                | 2000年公布为第一批重庆市（直辖市）文物保护单位                                                               |
| 23   | 巴蔓子墓                                     | 古墓葬                   | 周           | 市中区莲花池马路下                            | 原公布为市级。2000年公布为第一批重庆市（直辖市）文物保护单位                                                 |
| 24   | 明玉珍墓                                     | 古墓葬                   | 明           | 江北区上横街                                  | 2000年公布为第一批重庆市（直辖市）文物保护单位                                                               |

## 第二批（1992年）
1992年3月19日，重庆市人民政府公布第二批重庆市文物保护单位，共88处。
| 序号 | 名称                                     | 分类                   | 时代          | 地址                                                                         | 备注 |
| ---- | ---------------------------------------- | ---------------------- | ------------- | ---------------------------------------------------------------------------- | --- |
| 1    | 杨闇公故居                               | 革命遗址及革命纪念建筑 | 1898—1927年   | 潼南县双江镇                                                                 | 2000年公布为第一批重庆市（直辖市）文物保护单位 |
| 2    | 新蜀报旧址                               | 革命遗址及革命纪念建筑 | 1921年        | 市中区白象街115号                                                            | 20世纪末被拆除 |
| 3    | 中法学校旧址                             | 革命遗址及革命纪念建筑 | 1925年        | 市中区人民路121号                                                            | 现为大溪沟派出所 2009年公布为第二批重庆市（直辖市）文物保护单位                                                                                             |
| 4    | 中共重庆地方委员会旧址（即四川省委旧址） | 革命遗址及革命纪念建筑 | 1925年        | 市中区二府衙19号                                                             | 2009年公布为第二批重庆市（直辖市）文物保护单位 |
| 5    | “3.31”殉难志士墓地                       | 革命遗址及革命纪念建筑 | 1927年        | 江北区五里店、九龙坡区南泉镇李远蓉墓、江津县漆南薰墓、冉均墓、铜梁县陈达三墓 | 含市中区七星岗“3.31”惨案纪念碑、佛图关杨闇公烈士铜像、五里店“3.31”殉难志士纪念碑 2000年公布为第一批重庆市（直辖市）文物保护单位                             |
| 6    | 国民党四川省党部（左）及重庆高中旧址     | 革命遗址及革命纪念建筑 | 1927—1929年   | 市中区征收局巷6号                                                            | 市中区图书馆内 2000年公布为第一批重庆市（直辖市）文物保护单位，2013年公布为第七批全国重点文物保护单位                                                       |
| 7    | 特园                                     | 革命遗址及革命纪念建筑 | 1931—1949年   | 市中区嘉陵东村37—44号                                                        | 2000年公布为第一批重庆市（直辖市）文物保护单位，2013年公布为第七批全国重点文物保护单位                                                                      |
| 8    | 抗战期间复旦大学（登辉堂）旧址           | 革命遗址及革命纪念建筑 | 1938—1946年   | 北碚区东阳镇夏坝路五村                                                       | 含孙寒冰墓 2009年公布为第二批重庆市（直辖市）文物保护单位                                                                                                   |
| 9    | 冯玉祥旧居                               | 革命遗址及革命纪念建筑 | 1939—1945年   | 沙坪坝区后勤工程学院内“抗倭楼”                                               | 2000年公布为第一批重庆市（直辖市）文物保护单位 |
| 10   | 沈钧儒旧居                               | 革命遗址及革命纪念建筑 | 1939—1949年   | 市中区枣子岚垭马鞍山18号                                                     | 2000年公布为第一批重庆市（直辖市）文物保护单位 |
| 11   | 抗建堂                                   | 革命遗址及革命纪念建筑 | 1941年        | 市中区观音岩上纯阳洞13号                                                     | 2022年公布为重庆市（直辖市）文物保护单位（革命文物类） |
| 12   | 寅初亭                                   | 革命遗址及革命纪念建筑 | 1941年        | 沙坪坝区沙坪坝正街174号                                                      | 重庆大学内 2009年公布为第二批重庆市（直辖市）文物保护单位                                                                                                   |
| 13   | 重庆宋庆龄旧居                           | 革命遗址及革命纪念建筑 | 1942—1945年   | 市中区两路口新村5号                                                          | 2000年公布为第一批重庆市（直辖市）文物保护单位，2013年公布为第七批全国重点文物保护单位                                                                      |
| 14   | 国民政府军事委员会礼堂旧址               | 革命遗址及革命纪念建筑 | 1945年        | 市中区解放东路66号                                                           | 重庆日报社内，张治中将军送毛泽东返延安会址 2009年公布为第二批重庆市（直辖市）文物保护单位                                                                   |
| 15   | 重庆谈判旧址                             | 革命遗址及革命纪念建筑 | 1945年        | 市中区中山四路德安里101、103号，四新路10-19号                                | 现市委机关和上清寺派出所 2000年公布为第一批重庆市（直辖市）文物保护单位，2013年公布为第七批全国重点文物保护单位                                             |
| 16   | 中国民主同盟总部旧址                     | 革命遗址及革命纪念建筑 | 1946年        | 市中区人民巷45—48号                                                          | 1994年5月被拆除 |
| 17   | 重庆社会大学旧址                         | 革命遗址及革命纪念建筑 | 1946年        | 市中区管家巷28号                                                             | 1994年被拆除 |
| 18   | 南泉革命烈士纪念碑暨墓                   | 革命遗址及革命纪念建筑 | 1949年        | 九龙坡区南泉镇                                                               | 碑建于1953年 2000年公布为第一批重庆市（直辖市）文物保护单位                                                                                                 |
| 19   | 綦江烈士陵园                             | 革命遗址及革命纪念建筑 | 1956年        | 綦江县古南镇                                                                 | 现为綦江区文物保护单位 |
| 20   | 邱少云烈士纪念碑                         | 革命遗址及革命纪念建筑 | 1962年        | 铜梁县巴川镇                                                                 | 2000年公布为第一批重庆市（直辖市）文物保护单位 |
| 21   | 尖山子石刻造像                           | 石窟寺                 | 初唐          | 大足县宝山乡                                                                 | 2000年公布为第一批重庆市（直辖市）文物保护单位 |
| 22   | 五硐岩摩崖造像                           | 石窟寺                 | 唐、清        | 潼南县复兴区                                                                 | 2000年公布为第一批重庆市（直辖市）文物保护单位 |
| 23   | 陈食佛崖寺摩崖造像                       | 石窟寺                 | 宋            | 永川县陈食区                                                                 | 2009年公布为第二批重庆市（直辖市）文物保护单位 |
| 24   | 舒成岩摩崖造像                           | 石窟寺                 | 南宋          | 大足县转洞乡                                                                 | 2000年公布为第一批重庆市（直辖市）文物保护单位，2019年公布为第八批全国重点文物保护单位                                                                      |
| 25   | 妙高山摩崖造像                           | 石窟寺                 | 南宋          | 大足县季水乡                                                                 | 2000年公布为第一批重庆市（直辖市）文物保护单位，2019年公布为第八批全国重点文物保护单位                                                                      |
| 26   | 千佛崖摩崖造像                           | 石窟寺                 | 明            | 大足县石桌乡                                                                 | 2000年公布为第一批重庆市（直辖市）文物保护单位 |
| 27   | 金紫山大佛寺摩崖造像                     | 石窟寺                 | 明            | 巴县广阳镇                                                                   | 2009年公布为第二批重庆市（直辖市）文物保护单位 |
| 28   | 报恩寺塔                                 | 古建筑及历史纪念建筑   | 南宋          | 荣昌县河包乡                                                                 | 2000年公布为第一批重庆市（直辖市）文物保护单位 |
| 29   | 凉坪白塔                                 | 古建筑及历史纪念建筑   | 南宋          | 荣昌县凉坪乡                                                                 | 2009年公布为第二批重庆市（直辖市）文物保护单位 |
| 30   | 东水门、通远门及城墙                     | 古建筑及历史纪念建筑   | 宋、明、清初  | 市中区东水门段和七星岗金汤街段                                               | 2000年公布为第一批重庆市（直辖市）文物保护单位，2013年公布为第七批全国重点文物保护单位                                                                      |
| 31   | 独柏寺正殿                               | 古建筑及历史纪念建筑   | 元            | 潼南县太和区                                                                 | 2000年公布为第一批重庆市（直辖市）文物保护单位，2013年公布为第七批全国重点文物保护单位                                                                      |
| 32   | 净果寺                                   | 古建筑及历史纪念建筑   | 明            | 合川县古楼乡                                                                 | 2000年公布为第一批重庆市（直辖市）文物保护单位 |
| 33   | 龙兴寺正殿                               | 古建筑及历史纪念建筑   | 明            | 潼南县汇集乡                                                                 | 2000年公布为第一批重庆市（直辖市）文物保护单位 |
| 34   | 朝元寺石牌坊                             | 古建筑及历史纪念建筑   | 明            | 壁山县梅江乡                                                                 | 2000年公布为第一批重庆市（直辖市）文物保护单位 |
| 35   | 板桥寺                                   | 古建筑及历史纪念建筑   | 明            | 合川县九岭乡                                                                 | 2000年公布为第一批重庆市（直辖市）文物保护单位 |
| 36   | 铁佛寺                                   | 古建筑及历史纪念建筑   | 明—清         | 铜梁县东郭乡                                                                 | 2000年公布为第一批重庆市（直辖市）文物保护单位 |
| 37   | 宝城寺                                   | 古建筑及历史纪念建筑   | 明—清         | 荣昌县昌元镇                                                                 | 2000年公布为第一批重庆市（直辖市）文物保护单位 |
| 38   | 武庙                                     | 古建筑及历史纪念建筑   | 明—清         | 铜梁县巴川镇                                                                 | 2000年公布为第一批重庆市（直辖市）文物保护单位 |
| 39   | 温泉寺                                   | 古建筑及历史纪念建筑   | 明一清        | 北碚区北温泉                                                                 | 2000年公布为第一批重庆市（直辖市）文物保护单位 |
| 40   | 湖广会馆                                 | 古建筑及历史纪念建筑   | 明末清初      | 市中区芭蕉园18、19、22号                                                     | 侧门位于东正街4号，后门太华楼7-8号 2000年公布为第一批重庆市（直辖市）文物保护单位，2006年公布为第六批全国重点文物保护单位                                   |
| 41   | 庆福寺大殿                               | 古建筑及历史纪念建筑   | 明末清初      | 合川县合阳镇                                                                 | 合川县文物管理所内 2009年公布为第二批重庆市（直辖市）文物保护单位                                                                                           |
| 42   | 南津街白塔                               | 古建筑及历史纪念建筑   | 清            | 合川县合阳镇                                                                 | 2000年公布为第一批重庆市（直辖市）文物保护单位 |
| 43   | 何氏百岁坊                               | 古建筑及历史纪念建筑   | 清            | 璧山县青杠乡                                                                 | 2000年公布为第一批重庆市（直辖市）文物保护单位 |
| 44   | 报恩塔                                   | 古建筑及历史纪念建筑   | 清            | 南岸区下浩觉林寺街95号                                                       | 南岸区文物管理所内 2000年公布为第一批重庆市（直辖市）文物保护单位                                                                                           |
| 45   | 黄桷垭文峰塔                             | 古建筑及历史纪念建筑   | 清            | 南岸区黄桷垭镇                                                               | 2000年公布为第一批重庆市（直辖市）文物保护单位 |
| 46   | 杨氏民居                                 | 古建筑及历史纪念建筑   | 清            | 潼南县双江镇                                                                 | 2000年公布为第一批重庆市（直辖市）文物保护单位，2006年公布为第六批全国重点文物保护单位                                                                      |
| 47   | 利济桥                                   | 古建筑及历史纪念建筑   | 清            | 江津县石门区茨坝乡                                                           | 2000年公布为第一批重庆市（直辖市）文物保护单位 |
| 48   | 马跑教堂                                 | 古建筑及历史纪念建筑   | 清            | 大足县石马乡                                                                 | 2000年公布为第一批重庆市（直辖市）文物保护单位 |
| 49   | 大成殿                                   | 古建筑及历史纪念建筑   | 清            | 璧山县璧城镇                                                                 | 2000年公布为第一批重庆市（直辖市）文物保护单位 |
| 50   | 华岩寺                                   | 古建筑及历史纪念建筑   | 清            | 九龙坡区华岩乡                                                               | 2000年公布为第一批重庆市（直辖市）文物保护单位 |
| 51   | 彭氏民居                                 | 古建筑及历史纪念建筑   | 清            | 九龙坡区白鹤林                                                               | 南泉职业中学 2000年公布为第一批重庆市（直辖市）文物保护单位，2013年公布为第七批全国重点文物保护单位                                                         |
| 52   | 塔子山文峰塔                             | 古建筑及历史纪念建筑   | 清            | 江北区寸滩头塘村                                                             | 2000年公布为第一批重庆市（直辖市）文物保护单位 |
| 53   | 缙云寺                                   | 古建筑及历史纪念建筑   | 清            | 北碚区缙云山                                                                 | 2000年公布为第一批重庆市（直辖市）文物保护单位，2013年公布为第七批全国重点文物保护单位                                                                      |
| 54   | 涂山寺                                   | 古建筑及历史纪念建筑   | 清            | 南岸区龙门浩后山                                                             | 2000年公布为第一批重庆市（直辖市）文物保护单位 |
| 55   | 聚奎书院                                 | 古建筑及历史纪念建筑   | 清            | 江津县高屋乡                                                                 | 2000年公布为第一批重庆市（直辖市）文物保护单位 |
| 56   | 若瑟堂                                   | 古建筑及历史纪念建筑   | 1863年        | 市中区民生路若瑟巷1号                                                        | 2000年公布为第一批重庆市（直辖市）文物保护单位 |
| 57   | 法国水师兵营旧址                         | 古建筑及历史纪念建筑   | 1902年        | 南岸区弹子石千泰巷142号                                                      | 2000年公布为第一批重庆市（直辖市）文物保护单位，2013年公布为第七批全国重点文物保护单位                                                                      |
| 58   | 江津中学                                 | 古建筑及历史纪念建筑   | 1906年        | 江津县大西门                                                                 | 2000年公布为第一批重庆市（直辖市）文物保护单位 |
| 59   | 菩提金刚塔                               | 古建筑及历史纪念建筑   | 1930年        | 市中区金刚塔巷6号                                                            | 2000年公布为第一批重庆市（直辖市）文物保护单位 |
| 60   | 中国西部科学院旧址                       | 古建筑及历史纪念建筑   | 1930年        | 北碚区文星湾42号                                                             | 2000年公布为第一批重庆市（直辖市）文物保护单位，2006年公布为第六批全国重点文物保护单位                                                                      |
| 61   | 交通银行旧址                             | 古建筑及历史纪念建筑   | 1936年        | 市中区打铜街14号                                                             | 2000年公布为第一批重庆市（直辖市）文物保护单位，2013年公布为第七批全国重点文物保护单位                                                                      |
| 62   | 黄山陪都遗迹                             | 古建筑及历史纪念建筑   | 1938—1946年   | 南岸区黄山                                                                   | 云岫楼、松厅、草亭、莲青楼、松籁阁、云峰楼、孔园、防空掩体、侍从室等 2000年公布为第一批重庆市（直辖市）文物保护单位，2013年公布为第七批全国重点文物保护单位 |
| 63   | 国民参政会旧址                           | 古建筑及历史纪念建筑   | 1938—1946年   | 市中区中华路174号                                                            | 2000年公布为第一批重庆市（直辖市）文物保护单位，2013年公布为第七批全国重点文物保护单位                                                                      |
| 64   | 林园陪都遗迹                             | 古建筑及历史纪念建筑   | 1938—1946年   | 沙坪坝区歌乐山林园                                                           | 1—4号楼、美龄舞厅、林森墓等 2013年公布为第七批全国重点文物保护单位                                                                                          |
| 65   | 韩国临时政府旧址                         | 古建筑及历史纪念建筑   | 1938—1946年   | 市中区莲花池正街38号                                                         | 2000年公布为第一批重庆市（直辖市）文物保护单位 |
| 66   | “六·五”隧道惨案遗址                      | 古建筑及历史纪念建筑   | 1941年        | 市中区磁器街十八梯、石灰市隧道掩体                                           | 2000年公布为第一批重庆市（直辖市）文物保护单位 |
| 67   | 跳伞塔                                   | 古建筑及历史纪念建筑   | 1942年        | 市中区大田湾体育场                                                           | 2000年公布为第一批重庆市（直辖市）文物保护单位 |
| 68   | 杨沧白故居暨墓                           | 古建筑及历史纪念建筑   | 1992—1945年   | 故居在重庆巴县木洞镇，墓在东温泉                                             | 2000年公布为第一批重庆市（直辖市）文物保护单位 |
| 69   | 史迪威旧居                               | 古建筑及历史纪念建筑   | 1942—1945年   | 市中区嘉陵新村63号                                                           | 2000年公布为第一批重庆市（直辖市）文物保护单位，2013年公布为第七批全国重点文物保护单位                                                                      |
| 70   | 徐悲鸿故居                               | 古建筑及历史纪念建筑   | 1942—1946年   | 江北区大石坝98号                                                             | 2000年公布为第一批重庆市（直辖市）文物保护单位 |
| 71   | 老舍故居暨北碚文协旧址                   | 古建筑及历史纪念建筑   | 1943年—1946年 | 北碚区天生新村63号（附20、21）                                               | 2000年公布为第一批重庆市（直辖市）文物保护单位 |
| 72   | 长沟崖墓                                 | 古墓葬                 | 东汉          | 江津县沙河乡                                                                 | 2000年公布为第一批重庆市（直辖市）文物保护单位 |
| 73   | 柏树林崖墓                               | 古墓葬                 | 东汉          | 綦江县中峰乡                                                                 | 2000年公布为第一批重庆市（直辖市）文物保护单位 |
| 74   | 双墙村崖墓                               | 古墓葬                 | 东汉          | 大足县新利乡                                                                 | 2000年公布为第一批重庆市（直辖市）文物保护单位 |
| 75   | 七拱嘴崖墓                               | 古墓葬                 | 东汉          | 綦江县文龙乡                                                                 | 2000年公布为第一批重庆市（直辖市）文物保护单位 |
| 76   | 南屏砖石墓群                             | 古墓葬                 | 东汉          | 合川县合阳镇                                                                 | 2000年公布为第一批重庆市（直辖市）文物保护单位 |
| 77   | 高洞子石室墓                             | 古墓葬                 | 南宋          | 永川板桥乡                                                                   | 2000年公布为第一批重庆市（直辖市）文物保护单位 |
| 78   | 涂山宋代瓷窑遗址                         | 古文化遗址             | 宋            | 南岸区黄桷垭镇                                                               | 2000年公布为第一批重庆市（直辖市）文物保护单位 |
| 79   | 多功城遗址                               | 古文化遗址             | 南宋          | 江北县翠云乡                                                                 | 2000年公布为第一批重庆市（直辖市）文物保护单位 |
| 80   | 灰千岩崖画                               | 石刻及其它             | 汉以前        | 江津县四面山镇                                                               | 2000年公布为第一批重庆市（直辖市）文物保护单位 |
| 81   | 飞云岩题记                               | 石刻及其它             | 五代至清      | 巴县土主乡                                                                   | 。 |
| 82   | 李绍隆题记                               | 石刻及其它             | 宋            | 綦江县赶水镇                                                                 | 2009年公布为第二批重庆市（直辖市）文物保护单位 |
| 83   | 莲花石枯水住记                           | 石刻及其它             | 宋            | 江津县几江镇                                                                 | 2000年公布为第一批重庆市（直辖市）文物保护单位 |
| 84   | 佛图关碑记、石刻                         | 石刻及其它             | 宋、清        | 市中区佛图关公园                                                             | 2009年公布为第二批重庆市（直辖市）文物保护单位 |
| 85   | 涂山铁桅杆                               | 石刻及其它             | 明            | 南岸区龙门浩后山                                                             | 2009年公布为第二批重庆市（直辖市）文物保护单位 |
| 86   | 朝源观道教造像                           | 石刻及其它             | 明            | 江津县四面山镇                                                               | 2000年公布为第一批重庆市（直辖市）文物保护单位 |
| 87   | 播州界石刻                               | 石刻及其它             | 明            | 南桐矿区万盛乡                                                               | 2009年公布为第二批重庆市（直辖市）文物保护单位 |
| 88   | 老君洞石刻和题记                         | 石刻及其它             | 清            | 南岸区老君坡                                                                 | 2009年公布为第二批重庆市（直辖市）文物保护单位 |